# Xanthidium perissacanthum
Xanthidium perissacanthum là một loài Song tinh tảo trong họ Desmidiaceae, thuộc chi Xanthidium.